# 1993 CA1
1993 CA1 är en asteroid i huvudbältet som upptäcktes den 14 februari 1993 av de båda japanska astronomerna Tsutomu Hioki och Shuji Hayakawa vid Okutama-observatoriet.
Asteroiden har en diameter på ungefär 6 kilometer.